# Olympische Sommerspiele 2020/Schwimmen – 100 m Schmetterling (Männer)
Der Wettkampf im 100-Meter-Schmetterlingsschwimmen der Männer bei den Olympischen Spielen 2020 in Tokio wurde vom 29. bis 31. Juli 2021 im Tokyo Aquatics Centre ausgetragen.

## Rekorde
Vor Beginn der Olympischen Spiele waren folgende Rekorde gültig.
| Weltrekord         | Caeleb Dressel   | 49,50 s | Gwangju, Südkorea | 26. Juli 2019   |
| Olympischer Rekord | Joseph Schooling | 50,39 s | Peking, China     | 16. August 2008 |

Während der Olympischen Spiele wurden folgende Rekorde gebrochen:
| Weltrekord         | Caeleb Dressel | 49,45 s | Tokio, Japan | 31. Juli 2021 |
| Olympischer Rekord | Caeleb Dressel | 49,45 s | Tokio, Japan | 31. Juli 2021 |

## Vorlauf

### Vorlauf 1
| Platz | Name            | Nation        | Zeit    | Anmerkung |
| ----- | --------------- | ------------- | ------- | --------- |
| 1     | Salvador Gordo  | Angola        | 55,96 s |           |
| 2     | Yousif Bu Arish | Saudi-Arabien | 56,29 s |           |
|       | Abdulla Ahmed   | Bahrain       | DSQ     |           |

### Vorlauf 2
| Platz | Name                 | Nation   | Zeit    | Anmerkung |
| ----- | -------------------- | -------- | ------- | --------- |
| 1     | Abeiku Jackson       | Ghana    | 53,39 s | NR        |
| 2     | Sajan Prakash        | Indien   | 53,45 s |           |
| 3     | Moon Seung-woo       | Südkorea | 53,59 s |           |
| 4     | Abbas Qali           | Kuwait   | 53,62 s |           |
| 5     | Steven Aimable       | Senegal  | 53,64 s |           |
| 6     | Navaphat Wongcharoen | Thailand | 54,36 s |           |
| 7     | Ben Hockin           | Paraguay | 54,81 s |           |
| 7     | Davidson Vincent     | Haiti    | 54,81 s |           |

### Vorlauf 3
| Platz | Name                | Nation              | Zeit    | Anmerkung |
| ----- | ------------------- | ------------------- | ------- | --------- |
| 1     | Tomoe Zenimoto Hvas | Norwegen            | 52,22 s | NR        |
| 2     | Dylan Carter        | Trinidad und Tobago | 52,36 s | NR        |
| 3     | Wang Kuan-hung      | Chinesisch Taipeh   | 52,44 s |           |
| 4     | Shane Ryan          | Irland              | 52,52 s | NR        |
| 5     | Nikola Miljenić     | Kroatien            | 52,68 s |           |
| 6     | Kregor Zirk         | Estland             | 52,82 s |           |
| 7     | Daniel Martin       | Rumänien            | 55,09 s |           |
|       | Ihor Trojanowskyj   | Ukraine             | DNS     |           |

### Vorlauf 4
| Platz | Name             | Nation      | Zeit    | Anmerkung |
| ----- | ---------------- | ----------- | ------- | --------- |
| 1     | Santiago Grassi  | Argentinien | 52,07 s |           |
| 2     | Louis Croenen    | Belgien     | 52,23 s |           |
| 3     | Antani Iwanow    | Bulgarien   | 52,25 s |           |
| 4     | Quah Zheng Wen   | Singapur    | 52,39 s |           |
| 5     | Ümitcan Güreş    | Türkei      | 52,44 s |           |
| 6     | Jan Šefl         | Tschechien  | 52,52 s |           |
| 7     | Matheus Gonche   | Brasilien   | 53,02 s |           |
|       | Gal Cohen Groumi | Israel      | DNS     |           |

### Vorlauf 5
| Platz | Name             | Nation      | Zeit    | Anmerkung |
| ----- | ---------------- | ----------- | ------- | --------- |
| 1     | Nyls Korstanje   | Niederlande | 51,54 s | NR        |
| 2     | Youssef Ramadan  | Ägypten     | 51,67 s | NR        |
| 3     | Sun Jiajun       | China       | 51,74 s |           |
| 4     | Tomer Frankel    | Israel      | 51,99 s |           |
| 5     | Matthew Sates    | Südafrika   | 52,34 s |           |
| 6     | Simon Bucher     | Österreich  | 52,52 s |           |
| 7     | Jauhen Zurkin    | Belarus     | 52,90 s |           |
| 8     | Joseph Schooling | Singapur    | 53,12 s |           |

### Vorlauf 6
| Platz | Name               | Nation     | Zeit    | Anmerkung |
| ----- | ------------------ | ---------- | ------- | --------- |
| 1     | Jossif Miladinow   | Bulgarien  | 51,28 s |           |
| 2     | Luis Martínez      | Guatemala  | 51,29 s | NR        |
| 3     | Matthew Temple     | Australien | 51,39 s |           |
| 4     | Naoki Mizunuma     | Japan      | 51,57 s |           |
| 5     | Federico Burdisso  | Italien    | 51,82 s |           |
| 6     | Chad le Clos       | Südafrika  | 51,89 s |           |
| 7     | Paweł Korzeniowski | Polen      | 52,00 s |           |
| 8     | Santo Condorelli   | Italien    | 52,32 s |           |

### Vorlauf 7
| Platz | Name              | Nation      | Zeit    | Anmerkung |
| ----- | ----------------- | ----------- | ------- | --------- |
| 1     | Kristóf Milák     | Ungarn      | 50,62 s |           |
| 2     | Noè Ponti         | Schweiz     | 51,24 s |           |
| 3     | Joshua Liendo     | Kanada      | 51,52 s |           |
| 4     | Mehdy Metella     | Frankreich  | 51,53 s |           |
| 5     | Szebasztián Szabó | Ungarn      | 51,67 s |           |
| 6     | Takeshi Kawamoto  | Japan       | 51,93 s |           |
| 7     | Marius Kusch      | Deutschland | 52,05 s |           |
| 8     | Vinícius Lanza    | Brasilien   | 52,08 s |           |

### Vorlauf 8
| Platz | Name                    | Nation             | Zeit    | Anmerkung |
| ----- | ----------------------- | ------------------ | ------- | --------- |
| 1     | Caeleb Dressel          | Vereinigte Staaten | 50,39 s | OR        |
| 2     | Jakub Majerski          | Polen              | 50,97 s | NR        |
| 3     | Andrei Minakow          | ROC                | 51,00 s |           |
| 4     | Tom Shields             | Vereinigte Staaten | 51,57 s |           |
| 5     | Michail Wekowischtschew | ROC                | 51,89 s |           |
| 6     | Jacob Peters            | Großbritannien     | 52,07 s |           |
| 7     | David Morgan            | Australien         | 52,31 s |           |
|       | James Guy               | Großbritannien     | DNS     |           |

## Halbfinale

### Lauf 1
| Platz | Name             | Nation     | Zeit    | Anmerkung |
| ----- | ---------------- | ---------- | ------- | --------- |
| 1     | Kristóf Milák    | Ungarn     | 50,31 s |           |
| 2     | Jossif Miladinow | Bulgarien  | 51,06 s |           |
| 3     | Andrei Minakow   | ROC        | 51,11 s |           |
| 4     | Matthew Temple   | Australien | 51,12 s |           |
| 5     | Mehdy Metella    | Frankreich | 51,32 s |           |
| 6     | Naoki Mizunuma   | Japan      | 51,46 s |           |
| 7     | Sun Jiajun       | China      | 51,82 s |           |
| 8     | Youssef Ramadan  | Ägypten    | 52,27 s |           |

### Lauf 2
| Platz | Name              | Nation             | Zeit    | Anmerkung |
| ----- | ----------------- | ------------------ | ------- | --------- |
| 1     | Caeleb Dressel    | Vereinigte Staaten | 49,71 s | OR        |
| 2     | Noè Ponti         | Schweiz            | 50,76 s | NR        |
| 3     | Jakub Majerski    | Polen              | 51,24 s |           |
| 4     | Luis Martínez     | Guatemala          | 51,30 s |           |
| 5     | Joshua Liendo     | Kanada             | 51,50 s |           |
| 6     | Nyls Korstanje    | Niederlande        | 51,80 s |           |
| 7     | Szebasztián Szabó | Ungarn             | 51,89 s |           |
| 8     | Tom Shields       | Vereinigte Staaten | 51,99 s |           |

## Finale
31. Juli 2021, 03:30 MEZ
| Platz | Name             | Nation             | Zeit    | Anmerkung |
| ----- | ---------------- | ------------------ | ------- | --------- |
| 1     | Caeleb Dressel   | Vereinigte Staaten | 49,45 s | WR        |
| 2     | Kristóf Milák    | Ungarn             | 49,68 s | ER        |
| 3     | Noè Ponti        | Schweiz            | 50,74 s | NR        |
| 4     | Andrei Minakow   | ROC                | 50,88 s |           |
| 5     | Jakub Majerski   | Polen              | 50,92 s | NR        |
| 5     | Matthew Temple   | Australien         | 50,92 s |           |
| 7     | Luis Martínez    | Guatemala          | 51,09 s | NR        |
| 8     | Jossif Miladinow | Bulgarien          | 51,49 s |           |